# Acronicta galvagnii
Acronicta galvagnii là một loài bướm đêm trong họ Noctuidae.